# إيرين أوكونور
إيرين أوكونور (بالإنجليزية: Erin O'Connor)‏ هي عارضة بريطانية، ولدت في 9 فبراير 1978 في Brownhills ‏ في المملكة المتحدة.

## وصلات خارجية
- الموقع الرسمي
- إيرين أوكونور على موقع IMDb (الإنجليزية)
- إيرين أوكونور على موقع قاعدة بيانات الفيلم (الإنجليزية)
- إيرين أوكونور على موقع دليل عارضات الأزياء (الإنجليزية)